# 矶塘鳢
矶塘鳢（学名：Eviota abax）为塘鳢科矶塘鳢属的鱼类。分布于印度至太平洋中部萨摩亚群岛、北至日本南部以及西沙群岛、海南岛等，常生活于热带珊瑚丛中。